# Florence Bell
Florence Ogilvy Bell (in seguito Florence Sawyer; Londra, 1º maggio 1913 – Hereford, 23 novembre 2000) è stata una biofisica e biochimica britannica che ha contribuito alla scoperta della struttura del DNA.
Ha svolto la sua attività di ricerca come cristallografa a raggi X nel laboratorio di William Astbury. Nel 1938 i due ricercatori hanno pubblicato un articolo su Nature che descriveva la struttura del DNA come una "pila di monetine" (a pile of pennies).

## Primi anni di vita
Florence Ogilvy Bell nacque al 47 di Hanover Road, Brondesbury Park, Londra, seconda figlia di Thomas Bell e di sua moglie, Annie Mary Lucas. Suo padre era un fotografo e in seguito manager pubblicitario; nato ad Allendale, Northumberland, si era in seguito trasferito a Greycotes, Ambleside. Florence crebbe a Londra e frequentò la Aske Girls School di Haberdashers ad Acton, dove era caposcuola.

## Formazione
Florence Bell studiò scienze naturali al Girton College di Cambridge tra il 1932 e il 1935, interessandosi in particolare alla chimica, alla fisica e alla mineralogia. Mentre era studentessa al Girton College di Cambridge, John Desmond Bernal le insegnò l'utilizzo della cristallografia a raggi X per studiare le molecole biologiche. Florence proseguì i suoi studi all'Università di Manchester, dove collaborò con Lawrence Bragg allo studio della cristallografia delle proteine.
Nel 1937 William Astbury scrisse a Lawrence Bragg chiedendo il nominativo di qualche bravo cristallografo e Bragg gli raccomandò Florence Bell come "candidato eccellente". Durante i suoi studi universitari utilizza la diffrazione dei raggi X per caratterizzare le biomolecole, compresi gli acidi nucleici. Il suo lavoro inizialmente si concentrò sulla struttura dei multistrati proteici, ma quando l'Università di Leeds ricevette campioni di DNA altamente purificato, Astbury orientò Florence verso lo studio del DNA, che lei sviluppò come seconda parte del suo dottorato di ricerca. Florence Bell conseguì il dottorato di ricerca nel 1939. Il suo taccuino e la sua tesi sono conservati presso le collezioni speciali dell'Università di Leeds.

## Carriera
L'incarico originale di Astbury presso la Università di Leeds era quello di studiare fisica tessile e in questo ambito egli identificò un cambiamento nella cheratina all'interno delle fibre di lana, che passano dalla forma alfa alla forma beta durante lo stiramento. Nel 1939 Bell tenne un discorso sui tessuti durante una conferenza dell'Institute of Physics presso l'Università di Leeds, cui venne dato risalto dallo Yorkshire Evening Post in un articolo intitolato "Women Scientist Explains". Nell'articolo Bell venne descritta come una "esile laureata all'Università di Cambridge".

### Cristallografia del DNA
Nel 1937 Astbury iniziò a interessarsi al DNA e orientò anche l'attività di ricerca di Florence Bell verso lo studio della molecola. Bell elaborò un metodo per allungare le fibre e realizzare pellicole essiccate di DNA purificato,  consentendogli di scattare fotografie di diffrazione a raggi X più chiare e nitide rispetto alle precedenti. Questo suo lavoro confermò la struttura regolare del DNA, ordinata con una periodicità di 3,3 - 3,4 Å lungo l'asse. intuendo che "gli inizi della vita sono chiaramente associati all'interazione di proteine e acidi nucleici". Nel 1938, Bell e Astbury pubblicarono uno studio sul DNA analizzato ai raggi X, nel quale descrive i nucleotidi come una "pila di monetine". Astbury presentò il loro lavoro al Cold Spring Harbor Laboratory. A quel tempo, Bell e Astbury non erano consapevoli del fatto che il DNA può cambiare la conformazione dalla forma A alla forma B con l'umidità e di conseguenza le loro fotografie sono meno nitide rispetto alla successiva immagine a raggi X Photo 51 scattata da Gosling nel 1952.
Gli ultimi sviluppi di Astbury e Bell sugli studi a raggi X delle proteine furono inclusi negli atti della conferenza "X-ray and the Stoichiochemistry of Proteins", "An X-ray Study of Thymonucleic Acid" e "Optical and X-ray Examination and Direct Misurazione dei multistrati proteici accumulati". Astbury ammirava molto la propensione di Bell a mettere in discussione le sue idee, riferendosi a lei come la sua "vox diabolica" (avvocato del diavolo).

### Seconda guerra mondiale e periodo successivo
Nel 1941 Bell venne arruolata nell'aeronautica militare ausiliaria femminile. L'Università di Leeds e William Astbury cercarono con forza di riportarla nel laboratorio, conservando la sua posizione in attesa del suo ritorno e scrivendo al War Office. Ma Bell si innamorò di un militare americano, il capitano James Herbert Sawyer, e scrisse all'Università per comunicare che si sarebbe sposata e si sarebbe trasferita negli Stati Uniti.
Bell e Sawyer si sposarono il 21 dicembre 1942 nella chiesa di St. Mary ad Ambleside e poi si trasferirono negli Stati Uniti. Inizialmente Florence venne assunta dalla British Air Commission a Washington, e successivamente lavorò come chimico industriale per la Magnolia Petroleum Company a Beaumont, in Texas. Muore a Hereford nel 2000.

## Influenza in ambito scientifico
L'importanza degli studi di Florence Bell sul DNA è dato dal fatto che, sebbene oggi sappiamo che diverse caratteristiche del modello da lei proposto non sono corrette, tale modello ha comunque mostrato che il DNA ha una struttura regolare e ordinata che può essere studiata usando la cristallografia a raggi X. La sua attività di ricerca ha in tal modo gettato le basi per lavoro successivo di Maurice Wilkins, Rosalind Franklin e Raymond Gosling e ha anche fornito a James Watson e Francis Crick una misura chiave - la distanza tra basi adiacenti - che si rivelò utile quando intrapresero il loro tentativo di costruire un modello di DNA. Va inoltre sottolineato che tali studi furono svolti in un periodo in cui la maggior parte degli scienziati riteneva che le proteine fossero il materiale genetico e che il DNA fosse solo un componente strutturale composto da una ripetizione monotona di basi.
Il taccuino di Bell è conservato negli archivi dell'Università di Leeds. La biografia di Florence Bell è inclusa nell'Oxford Dictionary of National Biography.

## Onorificenze
Nel 2022 le è stata intitolata una sala convegni nel Sir William Henry Bragg Building di recente apertura nel campus dell'Università di Leeds.